# Weißlid-Mangaben

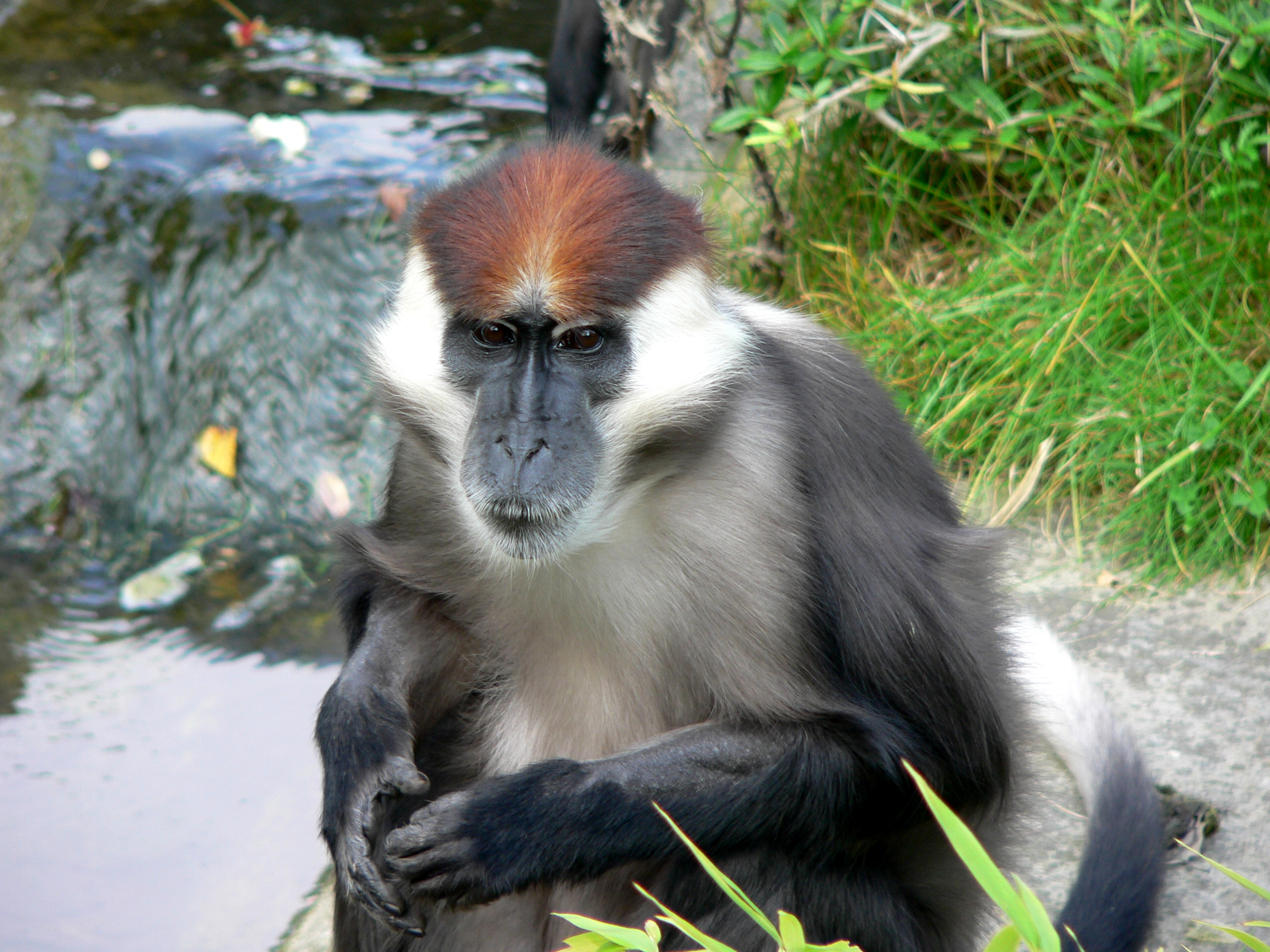
Halsbandmangabe (Cercocebus torquatus)

Die Weißlid-Mangaben sind eine Gruppe in Afrika lebender Primaten, die zur Familie der Meerkatzenverwandten (Cercopithecidae) gehören. Die Gattung umfasst sieben Arten.

## Beschreibung
Weißlid-Mangaben ähneln Meerkatzen, sind aber größer und schlanker gebaut als diese. Außerdem haben sie eine längere Schnauze und einen ovaleren Kopf. Ihre Fellfärbung variiert von grau bis braun und ist je nach Art unterschiedlich gemustert. Männchen haben einen Kehlsack, mit dessen Hilfe sie laute Schreie von sich geben können. Die Tiere erreichen eine Kopfrumpflänge von 40 bis 88 cm, dazu kommt noch ein ungefähr ebenso langer Schwanz, und ein Gewicht von 5 bis 14 kg.

## Verbreitung und Lebensraum
Weißlid-Mangeben leben im westlichen und zentralen Afrika, ihr Verbreitungsgebiet erstreckt sich von Senegal bis Kenia und südlich bis zur Demokratischen Republik Kongo und Südtansania. Sie sind vorwiegend Waldbewohner, ihr Lebensraum ist variabel und kann neben tropischen Regenwäldern auch Mangrovensümpfe, höhergelegene, trockene Wälder sowie auch Plantagen umfassen.

## Lebensweise
Diese Tiere sind tagaktiv und halten sich vorwiegend auf dem Boden auf, auch während der Nahrungssuche.
Sie sind tagaktiv und leben in Gruppen von 10 bis 30 Tieren zusammen. Die Gruppen setzen sich aus ein bis drei Männchen, etlichen Weibchen sowie deren Nachwuchs zusammen. Körperhaltungen spielen innerhalb der Gruppe eine große Rolle, zum Beispiel das Präsentieren des Afterbereiches mit erhobenem, nach vorne gebogenem Schwanz. Es sind territoriale Tiere, die mit lautem Geschrei andere Gruppen auf das eigene Revier aufmerksam machen.

## Nahrung
Weißlid-Mangaben sind in erster Linie Pflanzenfresser, die gelegentlich auch Insekten zu sich nehmen. Sie ernähren sich vorwiegend von Früchten, Nüssen, Samen und Pilzen.

## Fortpflanzung
Über die Fortpflanzung der Tiere ist wenig bekannt. Die Tragzeit beträgt rund 170 Tage und es kommt in den meisten Fällen ein einzelnes Jungtier zur Welt. Jungtiere erreichen die Geschlechtsreife im Alter von 5 bis 7 Jahren. In menschlicher Obhut beträgt die Lebenserwartung bis zu 30 Jahre.

## Bedrohung
Da Weißlid-Mangaben ein relativ großes Verbreitungsgebiet haben und in Bezug auf ihren Lebensraum eher flexibel sind, sind sie weniger bedroht als andere Primatenarten. Da sie sich des Öfteren in Plantagen aufhalten, werden sie gejagt, dazu kommt der Verlust des Lebensraums durch Umwandlung der Wälder in Acker- und Weideland. Drei Arten mit einem kleinen Verbreitungsgebiet zählen aber zu den gefährdeten Arten.

## Systematik und Arten

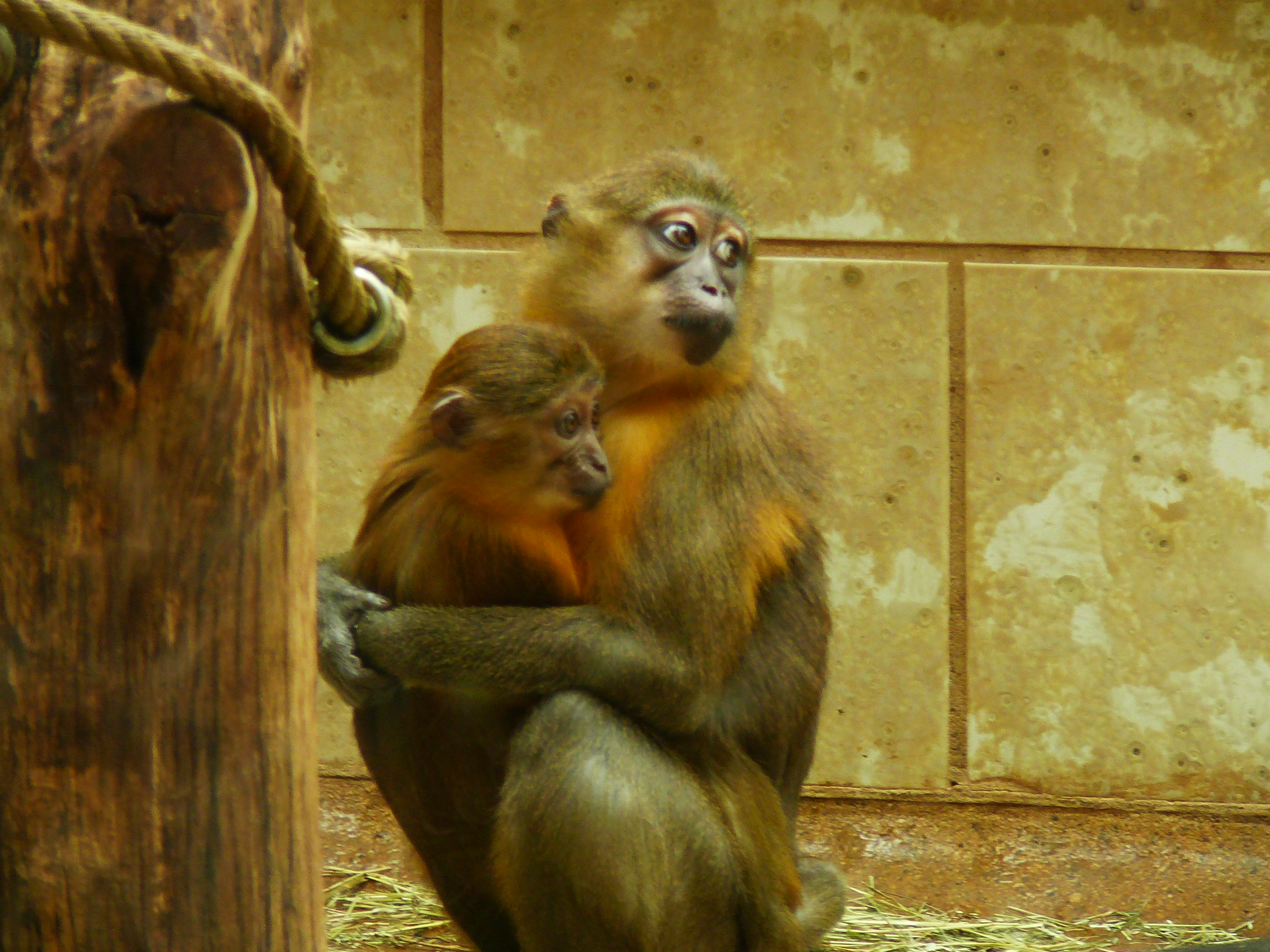
Goldbauchmangaben (Cercocebus chrysogaster)

Es werden sieben Arten unterschieden:
- Die Halsbandmangabe, auch Rotscheitel- oder Rotkopfmangabe genannt (Cercocebus torquatus), ist die bekannteste Art. Ihr Verbreitungsgebiet erstreckt sich von Nigeria bis Gabun.
- Die Olivmangabe (C. agilis) ist durch ihr graugrünes Fell gekennzeichnet. Diese Art lebt im mittleren Afrika von Kamerun bis in die Demokratische Republik Kongo.
- Die Rußmangabe (C. atys) ist im westlichen Afrika vom Senegal bis in die westliche Elfenbeinküste verbreitet.
- Die Tana-Mangabe (C. galeritus) lebt ausschließlich in einem kleinen Gebiet am Tana-Fluss in Kenia und gilt als vom Aussterben bedroht.
- Die Goldbauchmangabe (C. chrysogaster) ist in der Demokratischen Republik Kongo endemisch.
- Die Weißnackenmangabe (C. lunulatus) kommt in der Elfenbeinküste und dem westlichen Ghana vor. Sie gilt als vom Aussterben bedroht.
- Die Sanje-Mangabe (C. sanjei) bewohnt nur die Udzungwa-Berge im südlichen Tansania, sie gilt als stark gefährdet.

Die Schwarzmangaben (Lophocebus) ähneln nach heutigem Kenntnisstand den Weißlid-Mangaben nur oberflächlich, sind aber nicht näher verwandt, sodass die „Mangaben“ keine systematische Gruppe darstellen.